# گروه G جام جهانی فوتبال ۲۰۲۲

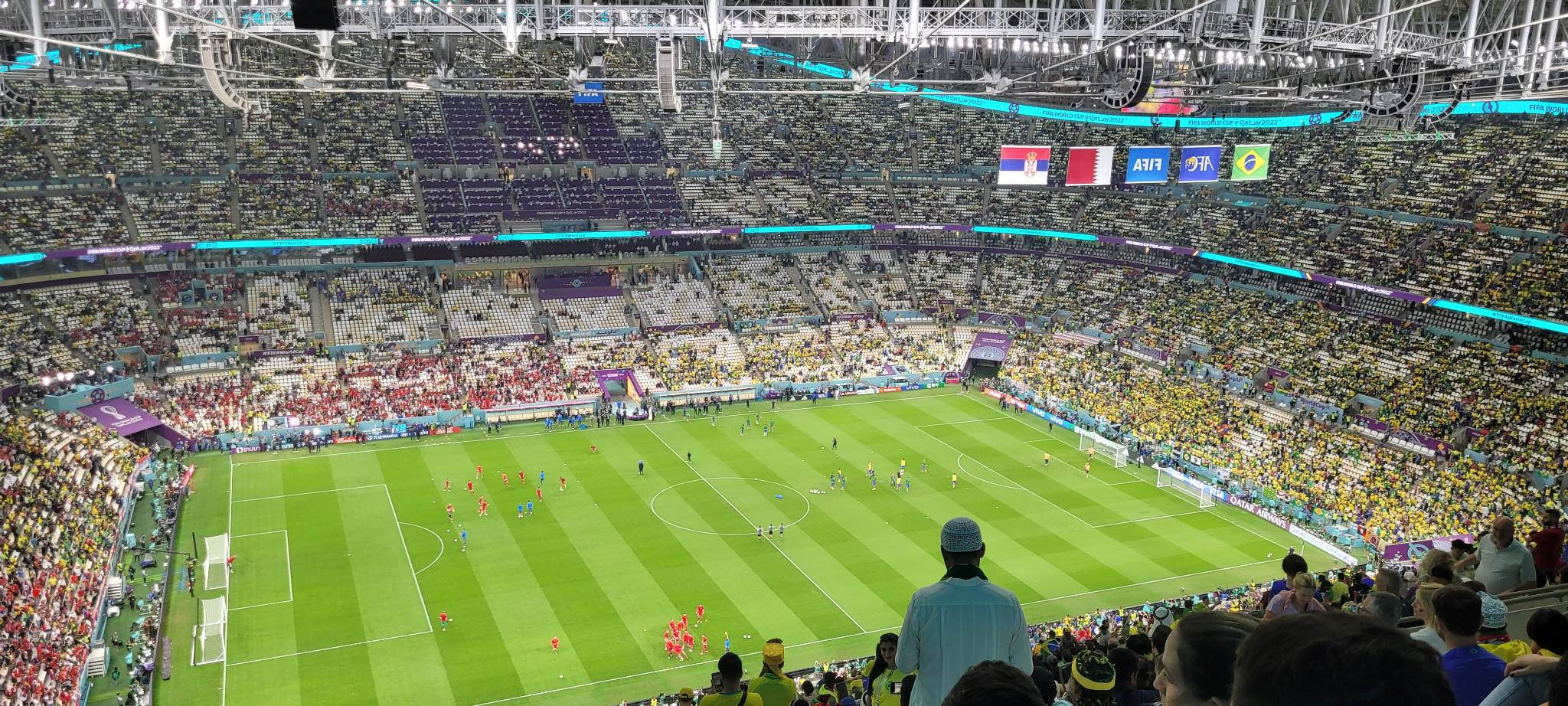
مصاف برزیل و صربستان از سری مسابقات گروه G جام جهانی فوتبال ۲۰۲۲

گروه G جام جهانی فوتبال ۲۰۲۲ که مسابقات آن از ۲۴ نوامبر تا ۲ دسامبر ۲۰۲۲ (۳ تا ۱۱ آذر ۱۴۰۱) برگزار شد، از تیم‌های برزیل، صربستان، سوئیس و کامرون تشکیل شده است. دو تیم برتر این گروه به مرحله یک‌هشتم نهایی راه پیدا می‌کنند.
پس از بازی های انجام شده تیم برزیل با کسب ۶ امتیاز در گروه اول شد و همچنین تیم سوئیس هم با کسب ۶ امتیاز در رتبه ی دوم به یک هشتم  نهایی جام جهانی  صعود کردند.
در بازی برزیل و صربستان ، ریچالیسون مهاجم برزیل با یک ضربه قیچی گل فوق العاده زیبایی را به ثمر رساند و این گل پس از پایان جام جهانی به عنوان برترین گل جام جهانی ۲۰۲۲ انتخاب گردید . 

## تیم‌ها
| جایگاه قرعه | تیم     | گلدان | کنفدراسیون | نحوه‌ راهیابی           | تاریخ راهیابی  | تعداد حضور | آخرین حضور | بهترین عملکرد گذشته                    | رده‌بندی فیفا | رده‌بندی فیفا |
| جایگاه قرعه | تیم     | گلدان | کنفدراسیون | نحوه‌ راهیابی           | تاریخ راهیابی  | تعداد حضور | آخرین حضور | بهترین عملکرد گذشته                    | مارس ۲۰۲۲    | اکتبر ۲۰۲۲   |
| ----------- | ------- | ----- | ---------- | ---------------------- | -------------- | ---------- | ---------- | -------------------------------------- | ------------ | ------------ |
| G1          | برزیل   | ۱     | کونمبول    | تیم اول کونمبول        | ۱۱ نوامبر ۲۰۲۱ | ۲۲ بار     | ۲۰۱۸       | قهرمان ( ۱۹۵۸، ۱۹۶۲، ۱۹۷۰، ۱۹۹۴، ۲۰۰۲) | ۱            | ۱            |
| G2          | صربستان | ۳     | یوفا       | تیم اول گروه A یوفا    | ۱۴ نوامبر ۲۰۲۱ | ۱۳ بار     | ۲۰۱۸       | مقام چهارم (۱۹۳۰، ۱۹۶۲)                | ۲۵           | ۲۵           |
| G3          | سوئیس   | ۲     | یوفا       | تیم اول گروه C یوفا    | ۱۵ نوامبر ۲۰۲۱ | ۱۲ بار     | ۲۰۱۸       | یک‌چهارم نهایی (۱۹۳۴، ۱۹۳۸، ۱۹۵۴)       | ۱۴           | ۱۴           |
| G4          | کامرون  | ۴     | آفریقا     | برندهٔ مرحلهٔ سوم آفریقا | ۲۹ مارس ۲۰۲۲   | ۸ بار      | ۲۰۱۴       | یک‌چهارم نهایی (۱۹۹۰)                   | ۳۷           | ۳۷           |

یادداشت‌ها
1. ↑  از رده‌بندی مارس ۲۰۲۲ برای قرعه‌کشی نهایی استفاده شد.
2. ↑  این سومین حضور رسمی صربستان در جام جهانی فوتبال است. با این حال، فیفا صربستان را به عنوان جانشین تیم یوگسلاوی می‌داند و ۸ مرتبه حضور یوگسلاوی را برای صربستان معین کرده است، البته دو مرتبه نیز به عنوان تیم صربستان و مونته‌نگرو به این مسابقات راه یافتند.
3. ↑  بهترین عملکرد صربستان در مرحله گروهی در سال های ۲۰۱۰ و ۲۰۱۸ است. اما فیفا صربستان را به عنوان جانشین تیم یوگسلاوی می‌داند و عملکرد آن تیم را ملاک می‌داند.

## جدول
| رتبه | تیم     | ب | برد | باخت | مساوی | ت‌گ | امتیاز | راه‌یابی            |
| ---- | ------- | - | --- | ---- | ----- | -- | ------ | ------------------ |
| ۱    | برزیل   | ۳ | ۲   | ۱    | ۰     | ۲+ | ۶      | صعود به مرحله حذفی |
| ۲    | سوئیس   | ۳ | ۲   | ۱    | ۰     | ۱+ | ۶+     | صعود به مرحله حذفی |
| ۳    | کامرون  | ۳ | ۱   | ۱    | ۱     | ۰  | ۴+     |                    |
| ۴    | صربستان | ۳ | ۰   | ۲    | ۱     | ۳- | ۱+     |                    |

نخستین مسابقه این گروه با برد یک بر صفر سوئیس در مقابل کامرون به اتمام رسید.

قوانین رتبه بندی: رتبه‌بندی مرحله گروهی

در مرحله یک‌هشتم نهایی:
- تیم اول گروه G مقابل تیم دوم گروه H قرار می‌گیرد.
- تیم دوم گروه G مقابل تیم اول گروه H قرار می‌گیرد.

## مسابقات
تمامی زمان‌ها به وقت محلی هستند (یوتی‌سی ۳+).

### سوئیس مقابل کامرون
این دو تیم پیش از این تابحال باهم دیداری نداشتند.
| سوئیس | ۱–۰   | کامرون |
| ----- | ----- | ------ |
|       | گزارش |        |

### برزیل مقابل صربستان
دو تیم یک‌بار در جام جهانی به مصاف هم رفته اند، که برزیل توانست با نتیجه ۲–۰ در مرحله گروهی جام جهانی ۲۰۱۸ به پیروزی برسد. پیش از این زمانی که صربستان با عنوان یوگسلاوی در رقابت‌ها حضور داشت، دو تیم ۱۸ بار به مصاف هم رفتند،‌از جمله چهار بار در مرحله‌ی گروهی جام جهانی فوتبال در سال‌های جام جهانی ۱۹۳۰، جام جهانی ۱۹۵۰، جام جهانی ۱۹۵۴ و جام جهانی ۱۹۷۴ که هر تیم یک پیروزی و دو تساوی در کارنامه‌ی بازی‌های رو در رو دارند.
| برزیل | ۲–۰   | صربستان |
| ----- | ----- | ------- |
|       | گزارش |         |

### کامرون مقابل صربستان
دو تیم یک‌بار به مصاف یکدیگر رفته اند که در یک دیدار دوستانه در سال ۲۰۱۰ صربستان موفق شد با نتیجه ۴–۳ به پیروزی برسد.
| کامرون | ۳–۳   | صربستان |
| ------ | ----- | ------- |
|        | گزارش |         |

### برزیل مقابل سوئیس
دو تیم پیش از این ۹ بار به مصاف هم رفته اند، از جمله دو بار در جام جهانی که هر دو در مرحله گروهی و با نتیجه تساوی به پایان رسید، ۲–۲ در سال ۱۹۵۰ و ۱–۱ در سال ۲۰۱۸.
| برزیل | ۱–۰   | سوئیس |
| ----- | ----- | ----- |
|       | گزارش |       |

### صربستان مقابل سوئیس
دو تیم یک‌بار به مصاف هم رفته اند، آن هم در پیروزی ۲–۱ سوئیس در مرحله گروهی جام جهانی ۲۰۱۸. پیش از این زمانی که صربستان با عنوان یوگسلاوی در رقابت‌ها حضور داشت، دو تیم ۱۳ بار به مصاف هم رفتند،‌از جمله یک‌بار در مرحله‌ی گروهی جام جهانی ۱۹۵۰ که با پیروزی ۳–۰ یوگسلاوی به پایان رسید.
| صربستان | ۲–۳   | سوئیس |
| ------- | ----- | ----- |
|         | گزارش |       |

### کامرون مقابل برزیل
دو تیم شش بار از جمله دو بار در جام جهانی به مصاف هم رفته اند که هر دو در مرحله گروهی با پیروزی برزیل به پایان رسیده است. ۳–۰ در سال ۱۹۹۴ و ۴–۱ در سال ۲۰۱۴. 
| کامرون | ۱–۰   | برزیل |
| ------ | ----- | ----- |
|        | گزارش |       |

## موارد انضباطی
در صورت تساوی قوانین رتبه‌بندی تیم‌ها در مرحله‌ی گروهی چه در مجموع و چه در رو در رو، از امتیاز موارد انضباطی یا به اصطلاح بازی جوانمردانه به عنوان یک قانون رتبه‌بندی استفاده می‌شود. این موارد بر اساس کارت‌های زرد و قرمز دریافتی در تمامی مسابقات گروهی است که به شرح زیر محاسبه می‌شود:
- کارت زرد اول : منفی ۱ امتیاز
- کارت قرمز غیر مستقیم ( کارت زرد دوم ) : منفی ۳ امتیاز
- کارت قرمز مستقیم : منفی ۴ امتیاز
- کارت زرد و کارت قرمز مستقیم : منفی ۵ امتیاز

فقط یکی از امتیازهای منفی فوق را می توان برای یک بازیکن در یک مسابقه اعمال کرد. 
| تیم     | مسابقه ۱ | مسابقه ۱                      | مسابقه ۱ | مسابقه ۱               | مسابقه ۲ | مسابقه ۲                      | مسابقه ۲ | مسابقه ۲               | مسابقه ۳ | مسابقه ۳                      | مسابقه ۳ | مسابقه ۳               | امتیاز |
| تیم     |          | Yellow card · Yellow-red card | Red card | Yellow card · Red card |          | Yellow card · Yellow-red card | Red card | Yellow card · Red card |          | Yellow card · Yellow-red card | Red card | Yellow card · Red card | امتیاز |
| ------- | -------- | ----------------------------- | -------- | ---------------------- | -------- | ----------------------------- | -------- | ---------------------- | -------- | ----------------------------- | -------- | ---------------------- | ------ |
| برزیل   | 0        |                               |          |                        | 1        |                               |          |                        | 2        |                               |          |                        |        |
| صربستان | 3        |                               |          |                        | 2        |                               |          |                        | 7        |                               |          |                        |        |
| سوئیس   | 2        |                               |          |                        | 1        |                               |          |                        | 4        |                               |          |                        |        |
| کامرون  | 1        |                               |          |                        | 2        |                               |          |                        | 3        | 1                             |          |                        |        |

## یکی از صحنه های ماندگار این گروه
در آخرین دقیقه دیدار تیم‌های ملی کامرون و برزیل ارسال ژروم امبکالی روی سر وینسنت ابوبکر فرود آمد و این مهاجم کهنه‌کار گل برتری شیرهای رام‌نشدنی را به سلسائو زد.
با وجود این که ابوباکار می‌دانست این گل باعث صعود کامرون نخواهد شد ولی از گلزنی مقابل برزیل آنقدر هیجان‌زده بود که پیراهنش را از تن درآورد. او که یک کارت زرد داشت از اسماعیل الفتح داوبازی کارت زرد دیگری دریافت کرد و از زمین بازی اخراج شد تا با لبخند بیرون برود .
عکس از مهدی زارع عکاس خبر ورزشی